# Avesnes
För andra betydelser, se Avesnes (olika betydelser).
Avesnes är en kommun i departementet Pas-de-Calais i regionen Hauts-de-France i norra Frankrike. Kommunen ligger i kantonen Hucqueliers som tillhör arrondissementet Montreuil. År 2022 hade Avesnes 49 invånare.

## Befolkningsutveckling
Antalet invånare i kommunen Avesnes
| Referens: INSEE |